# Sympycnus luteicinctus
Sympycnus luteicinctus är en tvåvingeart som beskrevs av Octave Parent 1926. Sympycnus luteicinctus ingår i släktet Sympycnus och familjen styltflugor. Inga underarter finns listade i Catalogue of Life.